# Capsus wagneri
Capsus wagneri är en insektsart som beskrevs av Adolf Remane 1950. Capsus wagneri ingår i släktet Capsus, och familjen ängsskinnbaggar. Arten är reproducerande i Sverige.